# Chaoui (musique)
Pour les articles homonymes, voir Chaoui (homonymie).
Sous-genres
Chaoui moderne, folk rock chaoui, rock chaoui
Genres associés
Musique kabyle, musique Staïfi
Le chaoui, ou la musique chaouie, est un genre de musique berbère traditionnelle ayant émergé dans la région des Aurès, en Algérie. Mélange de musique sahraoui et de rythmes marqués et dansant, il est aussi populaire dans la région de Kasserine en Tunisie et se répand rapidement en France, auprès de la diaspora algérienne dès les années 1930, avec les premiers enregistrements sur bandes magnétiques d'Aïssa Djermouni.
Le chaoui popularisé dans les années 1930 et 1940 maintient une base régulière d'auditeurs, surtout dans sa région d'origine des Aurès. De plus, depuis les années 2000, il donne naissance à plusieurs sous-genres et variantes qui ont étendu son auditoire et augmenté sa popularité auprès de personnes d'origine non chaoui.

## Histoire
Le chaoui émerge dans la région des Aurès, en Algérie. Mélange de musique sahraoui et de rythmes marqués et dansants, en Algérie. Mélange de musique sahraoui et de rythmes marqués et dansants, il est aussi populaire dans la région de Kasserine en Tunisie et se répand rapidement en France, auprès de la diaspora algérienne dès les années 1930, avec les premiers enregistrements sur bandes magnétiques d'Aïssa Djermouni (1886-1946).

## Caractéristiques

### Instruments et sons

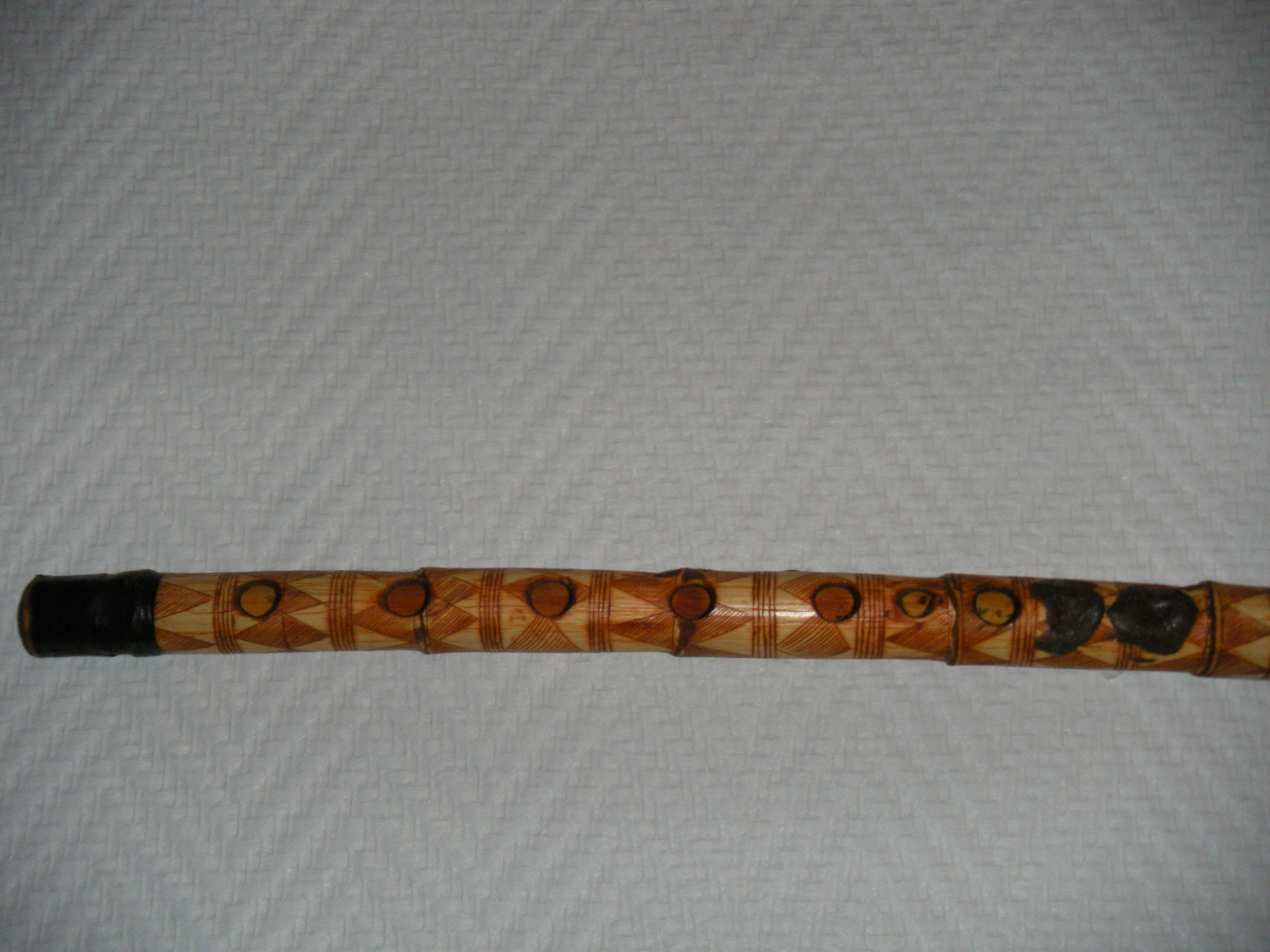
Gasba.

Dans sa configuration instrumentale la plus fréquente, un groupe de musique chaouie comprend une zurna, une gasba, un bendir, accompagnés d'un ou plusieurs chanteurs. Les chanteurs peuvent parfois jouer (ou non) d'une percussion comme le bendir. D'autres percussions d'Afrique du Nord sont parfois présentes, comme la darbouka et les castagnettes qarqabou.
Les groupes contemporains inspirés du chaoui incorporent souvent d'autres instruments, régionaux ou internationaux, comme des guitares acoustiques ou électriques (voir par exemple le groupe de Tafert).
La zorna (ou zokra en Tunisie), instrument à vent à anche double en roseau plié, est jouée dans la musique chaoui avec la technique de respiration circulaire (souffle continu).
La flûte gasba est l'instrument de prédilection des bergers des Aurès, tels que Aïssa Djermouni. Même si la musique peut être jouée sur un ney d'Afrique du Nord (sans embouchure métallique), la technique du souffle et d'émission des notes donne, comme pour la musique de style « mezoued » en Tunisie, un son immédiatement reconnaissable, différent de la musique arabo-andalouse d'Algérie ou de Tunisie produite avec le même instrument. 
Le rythme particulier du bendir chez les Chaouis se retrouve dans quasiment toutes les chansons des Aurès.

### Voix et chant
Les techniques vocales dans la musique chaoui varient d'un groupe à l'autre. Un style déclamatoire, à voix forte, s'appelle Amediaz. D'après le chercheur marocain en musicologie, Abdelaziz Benabdeljalil, ce nom viendrait du mot imediazen qui signifie troubadour dans les langues tamazhigh. D'autres musiques, comme les berceuses traditionnelles en langue chaoui, nécessitent une voix douce - comme celles de Markunda Awras ou Dihya. Les chanteurs célèbres chantent en général des parties polyphoniques mais possèdent aussi des voix théâtrales capables de couvrir avec suffisamment de puissance plusieurs octaves (comme la chanteuse Houria Aïchi).
Le chant polyphonique chaoui accompagné à la flûte gasba et au bendir est la composante principale des spectacles combinés de musique-chant et de danse dits rahaba, irahaben, ou sebah. Traditionnellement, les femmes participent par leurs chants et danses (la percussion bendir est toujours jouée par un homme) et des coups de fusil tirés en l'air accompagnent la performance à certains moments clés. Il existe une multitude de groupes comme refâa, yabous, taxlent, yakub, ithran khenchela, chacun avec sa particularité.
Il existe des petites chansonnettes appelée en berbère izlen, qui se composent de 4 à 5 vers, répétitifs, jouées dans les Aurès, en Kabylie, et au Hoggar. La région des Aurès recèle des styles musicaux : du côté du Tébessa, on trouve le rekrouki (ou rakrouk) qui veut dire « écho ». C’est un genre propre à la région de Tébessa. Les Ait selam se singularisent par un genre féminin : L'azzekar, chez les Ait Miloulpar ajelass proches de celui de la tribu Ahidous du Maroc. Il y a aussi tinzarine lie au rite de la pluie Anzar (Anzar étant le dieu de la pluie diaprée Gabriel Camps). C'est une légende célèbre lors des périodes de sècheresse. On évoque par des chants, en tant que rite païen, le dieu de la pluie. Il existe un autre genre de chant qui s'appelle la berceuse, tigougaine ou taourial (aourial qui veut dire « berceau »), mais la plus célébrée est ayache.

### Langage musical
L'une des caractéristiques de la musique chaouie est qu'elle se base sur une variation autour de trois notes. Comme dans toute la musique berbère, la musique chaoui est une musique tonique, ne contenant pas de mode majeur ni mineur contrairement à la musique occidentale ou au maqâm de la musique arabe.

### Thèmes
À l'origine, les musiciens chaoui étaient des bergers vivant dans les montagnes des Aurès, qui chantaient de la poésie ou des poétesses de tradition orale. Une partie des paroles des chansons sont inspirées d’épisodes de la vie et du milieu environnant. La musique actuelle maintient certains de ces thèmes joyeux pour les fêtes locales et religieuses et pour les mariages. 
Mais une autre caractéristique de cette poésie chaoui mise en musique est l'abondance des thèmes sociaux et politiques. Certaines chansons célèbres font référence à la guerre de libération nationale et ses héros, tels que Mostefa Ben Boulaïd, Amirouche. D'autres groupes expriment une revendication identitaire régionale Kabyle (le groupe féminin DjurDjura fut pour un temps interdit de se produire en Algérie pour cette raison), ou dénoncent les problèmes sociaux et les difficultés liées à la condition féminine.

## Sous-genres

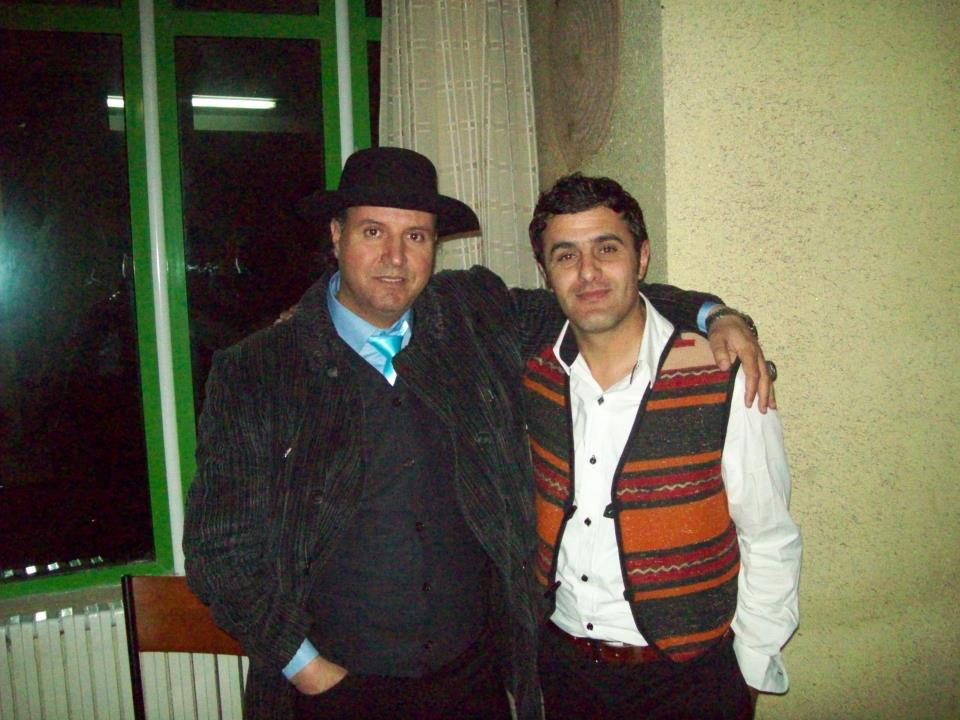
Chanteurs de musique chaoui, Massinissa et ishem du groupe Tafert.

Le chaoui moderne, est très lié au chaoui (ils sont d'ailleurs souvent confondus), puisque dans le chaoui moderne les artistes chantent parfois des anciennes chansons chaoui, dans ce sous-style là en mélangeant la musique chaoui traditionnelle à d'autres styles musicaux. Le groupe Tafert mélange les styles rock, jazz et celtique ou encore Gnaoua, mais toujours avec le style chaoui et en langue chaoui.
La musique du groupe de Rafika Hakkar qui est Madioko, est une rencontre envoûtante et entraînante de la culture des Aures (musique chaoui) avec du bendir et de l'electro-funk, et il est considéré comme du funk chaoui.
On retrouve d’autres styles comme le rock chaoui notamment de Djo, chanteur du groupe Les Berbères de Oum El Bouaghi qui mêlent un cri de la montagne avec le rythme du rock, ou même le Groupe Maskula de Khenchela qui s’inspire de ce dernier. Mais il y a aussi des groupes à tendance métal comme le groupe de la région de T'Kout Numidas qui fusionnent la musique chaoui avec du metal et du reggae. Le groupe Iwal (originaire de T'kout), formé par Nasrine et Fayssal, a révolutionné la chanson chaoui moderne afin de casser les tabous par leur style incorporant le théâtre et le chant. Ce groupe s’est produit à l'Opéra d’Alger.

### Sources
- Mohamed Nadir Sebaa (2006). L'histoire, les Aurès et les hommes
- Encyclopédie berbère, Édisud, 1985-2002 : vingt-cinq fascicules et plus de 4 000 pages, pour moitié écrites par Gabriel Camps.